# Mon oni à moi
Pour plus de détails, voir Fiche technique et Distribution.
Mon oni à moi (好きでも嫌いなあまのじゃく, Suki demo kirai na amanojaku) est un film d'animation japonais réalisé par Tomotaka Shibayama, sorti en 2024 sur la plateforme Netflix.
Le réalisateur en a coécrit le scénario avec Yuko Kakihara et le film est produit par les studios Studio Colorido et Twin Engine.

## Synopsis
Le jeune Hiiragi Yatsuse fait la rencontre d'une oni.

## Fiche technique
- Titre : Mon oni à moi
- Titre original : 好きでも嫌いなあまのじゃく (Suki demo kirai na amanojaku)
- Réalisation : Tomotaka Shibayama
- Scénario : Tomotaka Shibayama et Yuko Kakihara
- Musique : Mina Kubota
- Photographie : Satoshi Machida
- Société de production : Studio Colorido et Twin Engine
- Société de distribution : Netflix
- Pays de production :  Japon
- Genre : fantastique
- Durée : 112 minutes
- Dates de sortie : 
  -  : 24 mai 2024 (sur Netflix)

## Doublage

### Voix originales
- Kensho Ono (ja) : Hiiragi Yatsuse
- Miyu Tomita : Tsumugi
- Shintarō Asanuma (ja) : Ryūji Takahashi
- Aya Yamane (ja) : Mio Takahashi
- Tomoko Shiota (ja) : Shimako Yamashita
- Shirō Saitō (ja) : Naoya Yamashita
- Miou Tanaka (ja) : Mikio Yatsuse
- Satsuki Yukino : Mikuri Yatsuse
- Shōzō Sasaki (ja) : Yōichi Tanimoto
- Noriko Hidaka : Shion
- Satoshi Mikami (ja) : Izuru
- Hisako Kyōda (ja) : Gozen
- Mitsuho Kambe (ja) : Kaede Yatsuse

### Voix françaises
- Thomas Sagols : Hiiragi Yatsuse
- Lila Lacombe : Tsumugi
- Stéphane Otero : Ryūji Takahashi
- Patricia Spehar : Shimako Yamashita
- Pascal Germain : Mikio Yatsuse
- Frédéric Popovic : Yōichi Tanimoto
- Benjamin Penamaria : Izuru
- Nathalie Gazdik : Gozen

Version française dirigée par Annabelle Roux au studio Iyuno France, d'après une adaptation des dialogues de Charles Lamoureux. Informations prélevées du carton du doublage français.

## Production
Le film a été dévoilé pour la première fois en avril 2022 avec Tomotaka Shibayama, co-réalisateur de Loin de moi, près de toi, en tant que réalisateur, bien que le titre n'ait pas encore été dévoilé. Il fait partie d'un accord d'exclusivité de trois films entre le Studio Colorido et Netflix qui a débuté avec Les Murs vagabonds de Hiroyasu Ishida, sorti en septembre 2022.
En mars 2024, le titre du film et le casting des doubleurs Kensho Ono (ja) et Miyu Tomita ont été révélés. Yuko Kakihara est le scénariste du film, avec des designs de personnages de Masafumi Yokota et Mina Kubota composant la musique.

## Musique
Le nom du thème principal est Uso Janai, et le groupe Zutomayo interprète une chanson intitulée Blues in the Closet.